# Vélodrome Buffalo

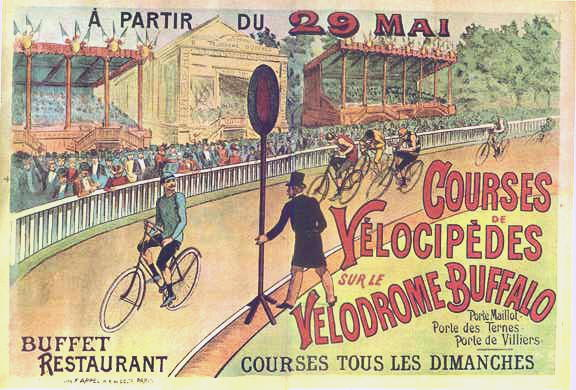
Vélodrome Buffalo

Vélodrome Buffalo é um velódromo localizado em Porte Maillot, Neuilly-sur-Seine em Paris.

## História

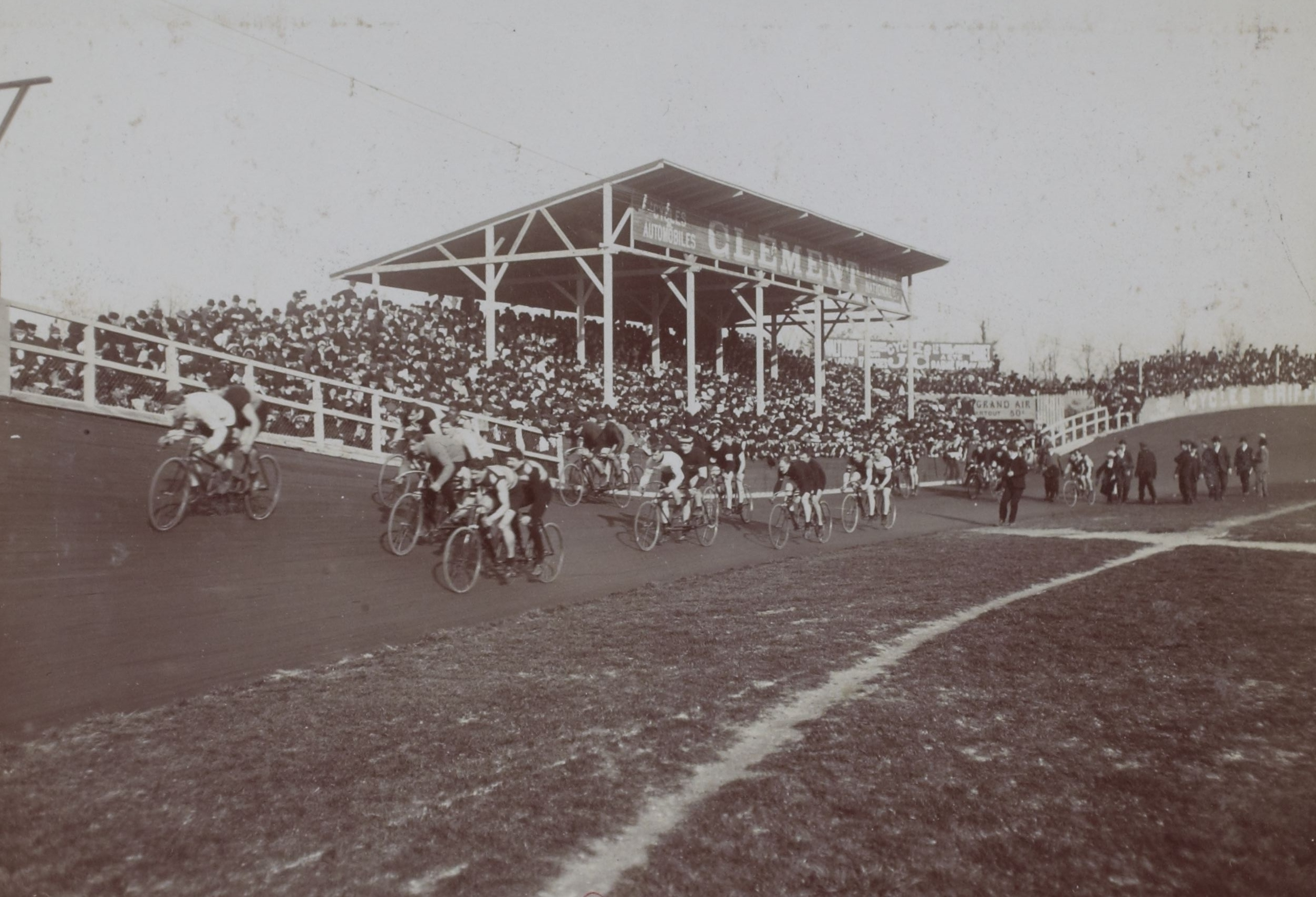
Competição no Vélodrome Buffalo 1905-1906

A pista criada por Herbert Duncan, foi inaugurada em 1893. Tristan Bernard romancista e ator dramático francês, foi o diretor do velódromo em 1898.
No local o ciclista Henri Desgrange estabeleceu o primeiro recorde mundial da hora, em 11 de maio de 1983, percorrendo a distância de de 35,325 km.
Em 1902 o local passou por uma reforma, passando a ter capacidade para receber 8.000 espectadores. A pista anteriormente com 333,33 m foi reduzida para 300 m.
Durante a Primeira Guerra Mundial, o local foi utilizado como fábrica de aviões.
Em Paris, com nome semelhante, também existiu o "Stade Buffalo" que ficava perto da Porte des Ternes, Montrouge. Foi inaugurado em 24 de setembro de 1922, e demolido em 1957.